# Francesco Crispi
Francesco Crispi (n. 4 octombrie 1818, Ribera, Sicilia, Regatul Italiei – d. 11 august 1901, Napoli, Regatul Italiei) a fost un politician italian. A fost printre principalii protagoniști ai Risorgimento, un prieten apropiat și susținător al lui Giuseppe Mazzini și Giuseppe Garibaldi și unul dintre arhitecții unificării Italiei în 1860. Crispi a servit ca prim-ministru al Italiei timp de șase ani, din 1887 până în 1891 și din nou din 1893 până în 1896, și a fost primul premier din sudul Italiei. Crispi a fost faimos la nivel internațional și adeseori menționat împreună cu oameni de stat ai lumii precum Otto von Bismarck, William Ewart Gladstone și Robert Gascoyne-Cecil, al treilea marchez de Salisbury.
Inițial patriot italian și liberal democrat, Crispi a devenit un prim-ministru autoritar belicos și un aliat și admirator al lui Bismarck. Era neobosit în eforturile sale de a stârni ostilitatea față de Franța. Cariera sa s-a încheiat pe fondul controverselor și eșecului: s-a implicat într-un scandal bancar major și a căzut de la putere în 1896, după pierderea devastatoare a bătăliei de la Adwa, care a respins ambițiile coloniale ale Italiei asupra Etiopiei. Datorită politicilor și stilului său autoritar, Crispi este adesea privit ca un om forte și văzut ca un precursor al dictatorului fascist italian Benito Mussolini. 

## Cărți publicate
- Francesco Crispi (1890). Crispi per un antico parlamentare. E. Perino. p. 5. Francesco inauthor:Crispi.
- Francesco Crispi, Giuseppe Mazzini (1865). Repubblica e monarchia. V. Vercellino. p. 3. Francesco inauthor:Crispi.
- Francesco Crispi (1862). Ricorso del Collegio di Maria di Mezzojuso in provincia di Palermo al .. Tip. del Diritto diretta da C. Bianchi.
- Francesco Crispi (1890). Cronistoria Frammenti. Unione cooperativa editrice. p. 3. Francesco inauthor:Crispi.